# Stade Allal-Toula
Le stade Allal-Toula (en arabe : ملعب علال تولة), est un stade de football dont la capacité est de 5 000 places, et revêtu en gazon artificiel 4e génération.
Il se situe au quartier Hai Sidi Okba (ex-Saint-Antoine) à Oran-centre. Le club de football domicilié dans le stade est l'USM Oran.

## Histoire
Le stade est construit pendant la période coloniale et inauguré sous le nom de stade de l'ASE en référence du club Avenir Sportif eckmulien (ASE) qui était domicilié dans le stade pendant cette période. Il fut rénové et rebaptisé stade Allal-Toula en 1992 au nom du martyr Allal Toula mort lors de la guerre d'Algérie. En 2007, le stade a subi une deuxième rénovation et il abrite l'USM Oran.